# Humanistisches Judentum
Humanistisches Judentum ist eine Bewegung im Judentum der USA, die als Quelle jüdischer Identität die jüdische Kultur und Geschichte hervorhebt anstatt des Glaubens an einen übernatürlichen Gott. Die philosophischen Anschauungen der Bewegung wurzeln im Humanismus und Säkularismus und lassen sich folgendermaßen zusammenfassen:
- Ein Jude ist jemand, der sich mit der Geschichte, Kultur und Zukunft des jüdischen Volkes identifiziert;
- das Judentum ist die historische Kultur des jüdischen Volkes, und Religion ist nur ein Teil dieser Kultur;
- die jüdische Identität lässt sich am besten in einer freien, pluralistischen Umgebung erhalten;
- die Menschen haben die Macht und Verantwortung, ihr Leben zu formen unabhängig von einer übernatürlichen Instanz;
- Ethik und Moral dienen menschlichen Bedürfnissen, Menschen entscheiden nach Erwägung der Konsequenzen des Tuns statt nach vorgegebenen Gesetzen oder Geboten;
- die jüdische Geschichte ist wie jegliche Geschichte ein menschliches Phänomen, ein Zeugnis für die Bedeutung der menschlichen Macht und Verantwortung. Biblische und andere traditionelle Texte sind Produkte menschlichen Handelns und am besten durch die Archäologie und andere wissenschaftliche Untersuchungen zu verstehen.
- die Freiheit und die Würde des jüdischen Volkes müssen mit der Freiheit und der Würde jedes menschlichen Wesens einhergehen.

Als entscheidende Eigenart des humanistischen Judentums erfolgen seine Rituale und Zeremonien ohne Gebete oder anderweitige Anrufung eines übernatürlichen Gottes.

## Entstehung
In seiner gegenwärtigen Form wurde das humanistische Judentum 1963 von Rabbi Sherwin Wine gegründet. Als reformjüdischer Rabbi in einer kleinen weltlichen nicht-theistischen Gemeinde in Michigan entwickelte Wine eine jüdische Liturgie, die seine eigenen und die philosophischen Anschauungen seiner Gemeinde reflektierte, indem sie jüdische Kultur, Geschichte und Identität zusammen mit humanistischer Ethik unter Ausschluss aller Gebete und Verweise auf einen übernatürlichen Gott in den Mittelpunkt stellte. Diese Gemeinschaft entstand im Birmingham Tempel, heute in Farmington Hills.
1969 wurden diese und andere Gemeinden organisatorisch unter der Gesellschaft für humanistisches Judentum (SHJ) vereinigt. 1986 wurde die internationale Vereinigung säkularer humanistischer Juden (International Federation of Secular Humanistic Jews), unter Beteiligung von Organisationen aus dreizehn Ländern gegründet.

## Prinzipien des Glaubens und Lebens
Die Glaubensprinzipien des humanistischen Judentums gleichen in vielen Zügen denen der Rekonstruktionisten mit dem Hauptgewicht auf dem Festhalten an der jüdischen Identität bei gleichzeitiger Aufnahme einer wissenschaftlich-materialistischen Weltanschauung sowie einer den Anschauungen Deweys ähnelnden ethischen Ausrichtung. Jedoch stellt das humanistische Judentum eine weit radikalere Absage an das traditionelle Judentum dar, als es Mordechai M. Kaplan sich je vorstellte. Kaplan definierte „Gott“ und andere traditionelle religiöse Kategorien neu, um sie der materialistischen Weltanschauung angemessen zu formulieren und verwendete auch weiter die traditionelle Gebetssprache. Wine wies diese Annäherung als verwirrend zurück, da die Gemeindeglieder diese Begriffe dann beliebig definieren könnten. Wine bemühte sich um die Schaffung einer philosophischen Stringenz und Stabilität, indem er nicht-theistische Rituale und Zeremonien schuf. Gottesdienste wurden am Shabbat, Rosch ha-Schana, Jom Kippur und anderen jüdischen Fest- und Feiertagen mit einer Neuinterpretation ihrer Bedeutung gefeiert, häufig, um sie in Übereinstimmung mit humanistisch-philosophischen Anschauungen zu bringen.
Das humanistische Judentum wurde entwickelt, um die jüdische Identität und ihr Fortbestehen unter den nichtreligiösen, säkularisierten nordamerikanischen Juden zu sichern. Wine hatte festgestellt, dass das religiöse Leben im Umfeld einer Gemeinde gedieh, und glaubte, für säkulare Juden, die den Theismus ablehnten, wäre eine Organisation attraktiv, die in Form und Praxis der reformjüdischen glich. Rabbiner und andere Führungskräfte werden in den Vereinigten Staaten und in Israel an unterschiedlichen Institutionen ausgebildet.

## Egalitarismus
Das humanistische Judentum ist in Bezug auf das Geschlecht, den jüdischen Status und die sexuelle Orientierung egalitär. So werden – anstatt der Brit Mila – für Jungen und Mädchen ähnliche Namensgebungszeremonien verwendet. Bekennende und nicht bekennende Juden, Homosexuelle, Bisexuelle und Transgender können auf jede Weise an den Bräuchen und in führenden Rollen beteiligt werden.

## Trivia
Es gibt den Witz über den Sohn eines jüdischen Atheisten, der auf eine katholische Schule gesandt wurde und dort die Dreifaltigkeit kennenlernte. Als er seinem Vater erzählte, was er gelernt hatte, sagte dieser zu ihm: „Hör mir gut zu. Wir sind Juden. Es gibt nur einen Gott und wir glauben nicht an ihn!“